# Novembre 1881

## Événements
- France : création d’un sous-secrétariat d’État aux Colonies, supprimé en août 1882 puis rétabli en septembre 1883.

- 9 novembre : établissement de l'Abbaye d'Oka au Québec.

- 10 novembre, France : les événements en Tunisie provoquent la chute de Jules Ferry.

- 14 novembre, France : début du gouvernement Léon Gambetta (fin en janvier 1882). Paul Bert est nommé ministre de l’instruction publique.

- 26 novembre : Louis Tirman est nommé gouverneur général de l’Algérie (fin en 1891).

## Naissances
- 4 novembre :
  - Hector Authier, homme politique québécois.
  - Carlo Chiarlo, nonce apostolique en Bolivie (en), au Costa Rica (en) et au Nicaragua (en), délégué apostolique au Guatemala (en) et internonce au Salvador et au Honduras (en), puis au Panama (en) et enfin au Brésil (en) et cardinal italien († 21 janvier 1964).
- 8 novembre : Clarence Gagnon, artiste peintre.
- 10 novembre : William James Major, homme politique canadien († 13 août 1953).
- 17 novembre : Johannes Poulsen, acteur et metteur en scène de théâtre danois  († 14 octobre 1938).
- 19 novembre : Robert James Manion, homme politique.
- 25 novembre :
  - Angelo Giuseppe Roncalli, futur pape Jean XXIII († 1963).
  - Lucienne Heuvelmans, sculptrice et peintre française.
- 26 novembre : Gaetano Cicognani, cardinal italien de la curie romaine († 5 février 1962).
- 28 novembre : Stefan Zweig, écrivain autrichien († 1942).

## Décès
- 5 novembre : Robert Mallet, ingénieur et géologue irlandais.
- 21 novembre : Ami Boué, géologue autrichien.